# United Service Organizations

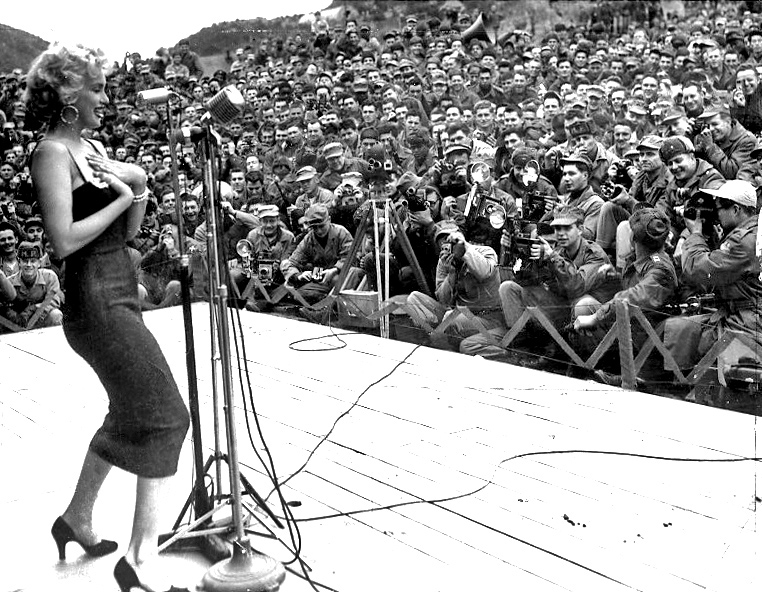
Auftritt von Marilyn Monroe bei einer USO-Veranstaltung in Korea (1954)

Die United Service Organizations (USO) ist eine gemeinnützige Organisation, deren Ziel die Unterstützung und das Wohlergehen der US-amerikanischen Streitkräfteangehörigen und ihrer Angehörigen ist.
Die Gründung geht auf eine Initiative des damaligen Präsidenten Franklin D. Roosevelt zurück, so dass am 4. Februar 1941 in New York die USO durch den amerikanischen Kongress beschlossen wurde. Dieser Zusammenschluss der sechs zivilen Wohltätigkeitsorganisationen Heilsarmee, YMCA, YWCA, National Catholic Community Services, National Travelers Aid Association, National Jewish Welfare Board wird bis heute vom US-Verteidigungsministerium und Präsidenten, der jeweils den Ehrenvorsitz innehat, unterstützt. Es gibt 30.000 ehrenamtliche Helfer und 250 Stützpunkte („USO Centers“).
Im Rahmen der Truppenbetreuung werden Musiker und Schauspieler engagiert und Ausflüge sowie Kurzreisen und Veranstaltungen organisiert. Viele bekannte Künstler wie zum Beispiel Stephen Colbert, Marlene Dietrich, Bob Hope, Marilyn Monroe, Jessica Simpson, Henry Rollins, Robin Williams und Scarlett Johansson traten für die USO auf.
In zahlreichen US-Flughäfen betreibt die USO Flughafenlounges.